# Tuapa
Tuapa is een van de 14 dorpen van Niue en telt 129 inwoners (2001). Het dorp grenst kloksgewijs aan Namukulu, Hikutavake, Mutalau, Makefu en de Stille Oceaan, en raakt Lakepa en Alofi op één punt.
Toi maakt deel uit van het historische stammengebied Motu, dat de noordelijke helft van het eiland beslaat.

## Politiek
Bij de parlementsverkiezingen van 2011 kon Fisi Pihigia zijn zetel voor Tuapa behouden; hij was de enige kandidaat.

## Bezienswaardigheden
- Palaha Cave geldt als een van de grootste grotten van Niue.

## Sport
Het voetbalelftal van Tuapa komt uit in het Niue Soccer Tournament.

Alofi North · Alofi South · Avatele · Hakupu · Hikutavake · Lakepa · Liku · Makefu · Mutalau · Namukulu · Tamakautoga · Toi · Tuapa · Vaiea